# Engelhardtův skládací člun
Engelhardtův skládací člun poprvé zkonstruoval a nechal si patentovat dánský kapitán V. Engelhardt, který mu dal i jméno. Když byl nesložený, sloužil jako vor. Složil se tak, že jeho plátěné bočnice byly zdviženy a upevněny kovovými vzpěrami.

## Začátky
První prototyp byl předveden na světové výstavě v Paříži v roce 1900, na které získal čestné uznání. Vzápětí v Kodani založil společnost The Engelhardt Collapsible Life Boat Co., svůj objev si nechal patentovat ve všech významných zemích světa a v roce 1901 představil první čluny veřejnosti.

## Konstrukce
Člun měl plovoucí dno, které zabraňovalo tomu, aby se potopil v případě netěsnosti. Po jeho okrajích byla korková obruba a mezi ní a dnem plátěná bočnice. Bylo třeba dvou mužů, aby tuto obrubu zvedli, přičemž se z ní spustily dřevěné lavice. Tyto lavice se usadily v čepech kovových vzpěr plátěné bočnice.

## Výhody skládacího člunu
V německém časopise „Der Schiffbau“ byly v roce 1904 zveřejněny výsledky testů, kterými Engelhardtovy skládací čluny musely projít. Podle nich patřila mezi jejich výhody především skladnost a úspora místa, větší kapacita v porovnání se stejně velikými obvyklými čluny, nepotopitelnost, a také fakt, že mohly být do vody na závětrné straně lodi vhozeny, tudíž nebylo zapotřebí člunových výložníků či jeřábů.
Engelhardtovy skládací čluny vešly ve známost zejména díky jejich užití na palubě parníku Titanic. Titanic nesl celkem čtyři, a od těch prvních se nepatrně lišily; místo plochého plovoucího dna měly již skutečný trup kvůli lepší stabilitě na moři, a desky na jejich podlaze nebyly položeny úhlopříčně, nýbrž rovnoběžně.